# Ten (Gabriella Cilmi)
Ten è il secondo album della cantante pop australiana Gabriella Cilmi, pubblicato il 22 marzo del 2010 dall'etichetta discografica Island in tutta Europa.
L'album, più ballabile ed energico del precedente, è stato prodotto da diversi produttori tra cui gli Xenomania, Greg Kurstin, The Invisible Men e Dallas Austin ed è stato anticipato dal singolo On a Mission, di successo in diversi paesi europei. Contiene dodici tracce e una bonus track, una nuova versione di Sweet About Me, singolo che ha portato la cantante alla notorietà nel 2008. La versione del disco venduta sul negozio virtuale iTunes contiene anche la traccia Sucker for Love e il video del primo singolo On a Mission, oltre al libretto del disco in versione digitale.

## Descrizione
Il disco ha debuttato alla posizione numero 59 in Italia ed è sceso alla posizione numero 61 la settimana successiva, per poi scomparire totalmente dalla classifica.
In seguito al discreto successo di On a Mission, la promozione è proseguita con la pubblicazione dei singoli Hearts Don't Lie, brano ritmato uscito nel mese di maggio, e la ballata Defender.

## Tracce
CD (Island 060252731884 (UMG) / EAN 0602527318844)
1. On a Mission – 3:02 (George Astasio, Gabriella Cilmi, Jason Pebworth, Jon Shave)
2. Hearts Don't Lie – 4:04 (Gabriella Cilmi, Miranda Cooper, Brian Higgins, Tim Powell, Owen Parker)
3. What if You Knew – 2:41 (George Astasio, Gabriella Cilmi, Jason Pebworth, Jon Shave, Justin Griffiths, Parker & James, Kyle Abrahams)
4. Love Me Cos You Want To – 4:21 (George Astasio, Gabriella Cilmi, Jason Pebworth, Jon Shave, Ellie Goulding)
5. Defender – 3:44 (George Astasio, Gabriella Cilmi, Jason Pebworth, Jon Shave)
6. Robots – 4:01 (George Astasio, Gabriella Cilmi, Jason Pebworth, Jon Shave, Dan Smith)
7. Superhot – 3:37 (Gabriella Cilmi, Paul Harris, Nick Clow, Luciana, Ian Masterson)
8. Boys – 3:50 (Dallas Austin, Gabriella Cilmi)
9. Invisible Girl – 3:35 (George Astasio, Gabriella Cilmi, Jason Pebworth, Jon Shave, Parker & James, Rita Ora, Peter Ighile)
10. Glue – 4:19 (Dallas Austin)
11. Let Me Know – 3:32 (George Astasio, Gabriella Cilmi, Jason Pebworth, Jon Shave, Tim Larcombe)
12. Superman – 3:43 (Gabriella Cilmi, James Bourne, Greg Kurstin)
13. Sweet About Me (Twenty Ten Version) – 3:25 (Gabriella Cilmi, Miranda Cooper, Brian Higgins, Tim Larcombe, Xenomania)
14. On a Magic Carpet Ride – 2:53 (Victoria Pike, Teddy Randazzo)
15. Sucker for Love – 3:24 (Dan Smith, Jon Shave, Jason Pebworth, George Astasio, Gabriella Cilmi) – bonus track per iTunes

Durata totale: 54:11

## Classifiche
| Classifica (2010) | Posizione massima |
| ----------------- | ----------------- |
| Australia         | 20                |
| Austria           | 70                |
| Belgio (Vallonia) | 70                |
| Grecia            | 10                |
| Italia            | 60                |
| Paesi Bassi       | 60                |
| Regno Unito       | 30                |
| Svizzera          | 30                |